# Населені пункти Черкаського району (1923—2020)
Черкаський район (1923-2020) включав в себе 39 населених пунктів.
|    |                      |        |                                 |                          |                        |                        |
|    |                      |        |                                 |                          |                        |                        |
|    |                      |        |                                 |                          |                        |                        |
| №  | Населений пункт      | Статус | Рада / громада                  | Засновано / перша згадка | Населення, осіб (2001) | Населення, осіб (2015) |
| 1  | Червона Слобода      | село   | Червонослобідська сільська рада | 1648                     | 9 501                  | 9 963                  |
| 2  | Білозір'я            | село   | Білозірська сільська громада    | 1648                     | 8 506                  | 8 104                  |
| 3  | Руська Поляна        | село   | Русько-Полянська сільська рада  | 1622                     | 8 808                  | 8 099                  |
| 4  | Мошни                | село   | Мошнівська сільська рада        | 1494                     | 4 799                  | 4 625                  |
| 5  | Леськи               | село   | Леськівська сільська рада       | 1726                     | 4 188                  | 4 104                  |
| 6  | Яснозір'я            | село   | Яснозірська сільська рада       | 13 ст.                   | 3 695                  | 3 480                  |
| 7  | Дубіївка             | село   | Дубіївська сільська рада        | 1626                     | 3 360                  | 3 222                  |
| 8  | Хацьки               | село   | Хацьківська сільська рада       | 1622                     | 3 105                  | 3 058                  |
| 9  | Сагунівка            | село   | Сагунівська сільська рада       | 17 ст.                   | 3 327                  | 3 024                  |
| 10 | Геронимівка          | село   | Геронимівська сільська рада     | 1788                     | 2 988                  | 3 010                  |
| 11 | Степанки             | село   | Степанківська сільська рада     | 18 ст.                   | 2 630                  | 2 482                  |
| 12 | Худяки               | село   | Худяківська сільська рада       | 1648                     | 2 740                  | 2 444                  |
| 13 | Свидівок             | село   | Свидівоцька сільська рада       | 1672                     | 2 220                  | 2 408                  |
| 14 | Хутори               | село   | Хутірська сільська рада         | 1907                     | 2 422                  | 2 345                  |
| 15 | Вергуни              | село   | Вергунівська сільська рада      | 16 ст.                   | 2 341                  | 2 290                  |
| 16 | Будище               | село   | Будищенська сільська рада       | 18 ст.                   | 1 735                  | 1 784                  |
| 17 | Байбузи              | село   | Байбузівська сільська рада      | 16 ст.                   | 1 765                  | 1 505                  |
| 18 | Тубільці             | село   | Тубільцівська сільська рада     | 16 ст.                   | 1 311                  | 1 202                  |
| 19 | Чорнявка             | село   | Чорнявська сільська рада        | 17 ст.                   | 883                    | 884                    |
| 20 | Нечаївка             | село   | Вергунівська сільська рада      | 18 ст.                   | 858                    | 835                    |
| 21 | Ірдинь               | смт    | Білозірська сільська громада    | 1930                     | 1 034                  | 821                    |
| 22 | Кумейки              | село   | Кумейківська сільська рада      | 1320                     | 863                    | 771                    |
| 23 | Лозівок              | село   | Будищенська сільська рада       | 17 ст.                   | 737                    | 686                    |
| 24 | Думанці              | село   | Думанецька сільська рада        | 18 ст.                   | 760                    | 681                    |
| 25 | Софіївка             | село   | Софіївська сільська рада        | 1823                     | 777                    | 624                    |
| 26 | Бузуків              | село   | Степанківська сільська рада     | -                        | 653                    | 617                    |
| 27 | Шелепухи             | село   | Софіївська сільська рада        | -                        | 718                    | 609                    |
| 28 | Березняки            | село   | Тубільцівська сільська рада     | -                        | 606                    | 525                    |
| 29 | Первомайське         | село   | Тубільцівська сільська рада     | 17 ст.                   | 623                    | 523                    |
| 30 | Хрещатик             | село   | Хутірська сільська рада         | -                        | 373                    | 308                    |
| 31 | Чубівка              | село   | Думанецька сільська рада        | 1706                     | 246                    | 216                    |
| 32 | Сокирна              | селище | Свидівоцька сільська рада       | -                        | 199                    | 216                    |
| 33 | Єлизаветівка         | село   | Будищенська сільська рада       | -                        | 110                    | 96                     |
| 34 | Станіславчик         | село   | Софіївська сільська рада        | 17 ст.                   | 96                     | 72                     |
| 35 | Новоселівка          | село   | Будищенська сільська рада       | -                        | 84                     | 69                     |
| 36 | Закревки             | селище | Байбузівська сільська рада      | -                        | 80                     | 60                     |
| 37 | Гута Межиріцька      | село   | Кумейківська сільська рада      | -                        | 58                     | 52                     |
| 38 | Баси                 | селище | Хутірська сільська рада         | -                        | 18                     | 21                     |
| 39 | Гута Станіславчицька | село   | Софіївська сільська рада        | -                        | 15                     | 8                      |